# Криніна Ганна Степанівна
Криніна Ганна Степанівна (нар. 18 серпня 1942, Лезневе) — спортсменка, тренер, педагог.

## З життєпису
8 липня 1980 року запалила олімпійський вогонь у чаші стадіону «Поділля» м. Хмельницького.
За вагомий внесок у розвиток фізичної культури і спорту, легкої атлетики та за вказані спортивні досягнення нагороджена:
- Почесними грамотами Державного комітету молодіжної політики, спорту, туризму (2000 р.),
- Міністерства освіти і науки України (2012 р.),
- Хмельницької обласної державної адміністрації (2012 р.),
- Грамотою Хмельницької обласної ради (2017 р.), Подяками Федерації легкої атлетики України (2002 р.)
- та Хмельницької міської ради (2005 р., 2017 р.),
- управління молоді та спорту Хмельницької міської ради (1987 р., 1992 р., 2002 р.),
- Почесною відзнакою Хмельницької міської ради ІІІ ступеня (Рішення дев'ятнадцятої сесії № 18 від 27.12.2017 р.)